# Microjanira dentifrons
Microjanira dentifrons är en kräftdjursart som beskrevs av Schiecke och Eugenio Fresi 1970. Microjanira dentifrons ingår i släktet Microjanira och familjen Janiridae. Inga underarter finns listade i Catalogue of Life.